# Elizabeth (Illinois)
Elizabeth è un villaggio degli Stati Uniti d'America, situato nello Stato dell'Illinois, nella contea di Jo Daviess.